# Holland Formosa kormányzóinak listája
A Holland Kelet-indiai Társaság emberei 1624-től uralták Formosa (Tajvan) szigetének egy részét. Erődöket építettek és rövid időn belül terjeszkedni kezdtek. Legyőzték a spanyolokat és magukhoz csatolták Spanyol Formosa területét is. Azonban néhány évtized uralkodás után a Ming-dinasztiához hű kínai tábornok, Kuo-hszing-je csapatai elfoglalták a gyarmatot és létrehozták területén a Tungning Királyságot.
| Kép | Név                            | Hivatal betöltésének ideje | Megjegyzések |
| --- | ------------------------------ | -------------------------- | --- |
|     | Marten Sonk                    | 1624 - 1625                | Az első kormányzó. |
|     | Gerard Frederikszoon de With   | 1625 - 1627                | |
|     | Pieter Nuyts                   | 1627 - 1629                | A japánok 1629-ben túszul ejtették, véget vetve kormányzásának. Később kiszabadult, de visszakerült Hollandiába. |
|     | Hans Putmans                   | 1629 - 1636                | |
|     | Johan van der Burg             | 1636 - 1640                | |
|     | Paulus Traudenius              | 1640 - 1643                | |
|     | Maximiliaan le Maire           | 1643 - 1644                | |
|     | François Caron                 | 1644 - 1646                | Később a Francia Kelet-indiai Társaság vezetője 1667-73 között. |
|     | Pieter Anthoniszoon Overtwater | 1646 - 1649                | |
|     | Nicolas Verburg                | 1649 - 1653                | |
|     | Cornelis Caesar                | 1653 - 1656                | |
|     | Frederik Coyet                 | 1656 - 1662                | Holland Formosa utolsó kormányzója, hosszú ostrom után kényszerült feladni Fort Zeelandia erődjét Kuo-hszing-je kínai csapatainak. Szabadon távozhatott, hazájában perbe fogták, három évet töltött börtönben, majd életfogytig száműzték. 12 év elteltével végül kegyelmet kapott. |